# 李係
李 係（り けい、? - 宝応元年4月18日（762年5月16日））は、唐の皇族。越王。もとの名は儋。粛宗の次男。

## 経歴
粛宗と宮人孫氏のあいだの子として生まれた。天宝年間、南陽郡王に封じられ、特進に任じられた。至徳2載（757年）12月、趙王に進封された。乾元2年（759年）3月、唐の九節度使の兵が河北で壊滅し、史思明が相州で帝を称すると、粛宗は李光弼に命じて関東の官軍を掌握させることにした。7月、李光弼が皇族を名目上の総帥として求めると、趙王李係が天下兵馬元帥となり、李光弼は副知節度行営事をつとめることになった。
9月、史思明が洛陽を陥落させると、李光弼は副元帥として兵を率いて河陽を守ったが、李係は長安を出なかった。10月、粛宗の親征の詔が下ったが、諫官の上奏により中止された。李係は東下を求めたが、許可されなかった。乾元3年（760年）4月、越王に改封された。
宝応元年（762年）4月、粛宗の病が重篤になった。張皇后は宦官の李輔国の殺害を図り、皇太子李俶を召し出したが、太子は病身の粛宗を驚かすことをあわれんで泣いて拒否した。そこで張皇后は李係を召し出すと、李係は李輔国殺害の計画を承諾した。李係は内謁者監の段恒俊と相談して、宦官のうち武勇のある者200人あまりを集め、長生殿で武装させた。程元振は張皇后が太子を召し出したことを察知して、李輔国に報告した。程元振が兵を握って凌霄門で様子をうかがっていたが、太子がやってきて、張皇后の計画を漏らした。程元振は太子を飛龍厩にかくまった。18日夜、程元振と李輔国は兵を率いて、三殿前で李係と仲間の朱光輝・段恒俊ら100人あまりを捕らえた。また張皇后を別殿に幽閉した。この日、李係は張皇后とともに李輔国に殺害された。

## 子女
- 李建（武威郡王、殿中監同正員）[8][7]
- 李逌（興道郡王、殿中監同正員）[8][7]
- 李逾（斉国公、光禄寺卿同正員）[8][7]

## 伝記資料
- 『旧唐書』巻116 列伝第66 粛宗代宗諸子
- 『新唐書』巻82 列伝第7 十一宗諸子